# Maryland Bays
El Maryland Bays fue un equipo de fútbol de los Estados Unidos que alguna vez jugó en la APSL, la desaparecida liga de fútbol más importante del país.

## Historia
Fue fundado en el año 1988 en la ciudad de Catonsville, Maryland como uno de los equipos fundadores de la tercera reencarnación de la American Soccer League en 1988. 
En 1990 se unieron a la APSL cuando la ASL se fusionó con la Western Soccer League antes de 1990, pero al finalizar la temporada de 1991 el club fue absorbido por los Washington Stars y se mudaron a Columbia, Maryland, con lo que oficialmente desapareció.

## Palmarés
- APSL: 1

1990
- APSL North: 1

1990
- APSL Wetern: 1

1991

## Temporadas
| Año  | División | Liga | Temporada Regular | Playoffs     | US Open Cup  |
| ---- | -------- | ---- | ----------------- | ------------ | ------------ |
| 1988 | 1        | ASL  | 2º, Northern      | Semifinales  | No participó |
| 1989 | 1        | ASL  | 4º, Northern      | No clasificó | No participó |
| 1990 | 1        | APSL | 1º, ASL North     | Campeón      | No participó |
| 1991 | 1        | APSL | 1º, Western       | Semifinales  | No participó |

## Entrenadores
- Lincoln Phillips (1988-90)
- Pete Caringi (1990-91)
- Gary Hindley (1991)

## Jugadores

### Logros Individuales
Goleador
- 1991:  Jean Harbor

Entrenador del Año
- 1991:  Gary Hindley

Primera Selección al Juego de Estrellas
- 1988:  Rob Ryerson,  Elvis Comrie
- 1989:  Eric Hawkes
- 1990:  Philip Gyau
- 1991:  Kevin Sloan,  Jean Harbor